# Kurinka
Kurinka (ukrainisch Курінька; russisch Куренька Kurenka) ist ein Dorf im Nordwesten der ukrainischen Oblast Poltawa mit etwa 180 Einwohnern (2009).

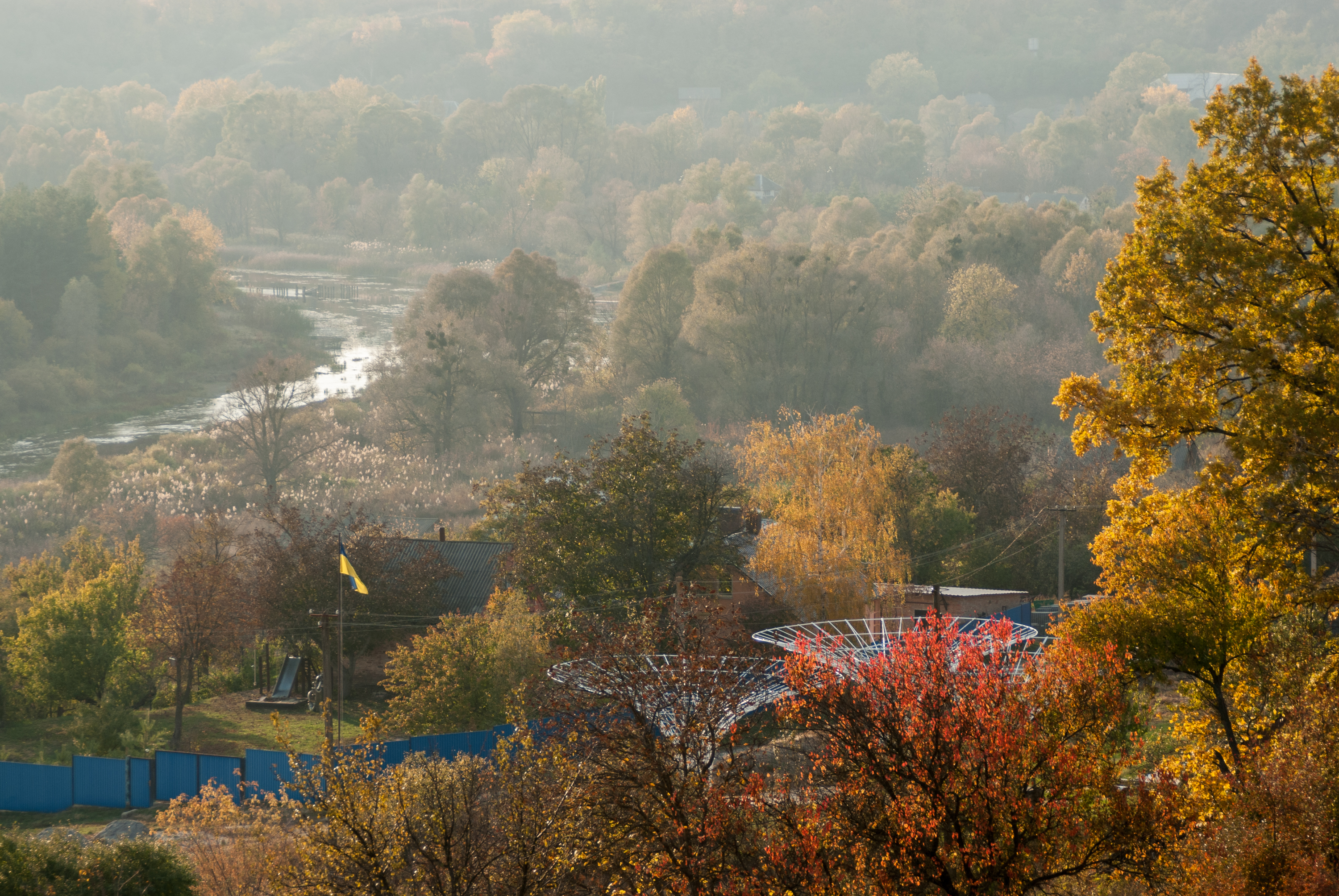
Blick auf den Udaj bei Kurinka

Die Ortschaft mit einer Fläche von 2,2 km² liegt auf einer Höhe von 99 m am linken Ufer des Udaj, einem 327 km langen Nebenfluss der Sula, 20 km südwestlich vom ehemaligen Rajonzentrum Tschornuchy und etwa 190 km nordwestlich vom Oblastzentrum Poltawa. Nördlich vom Dorf verläuft in vier Kilometer Entfernung die Regionalstraße P–60.

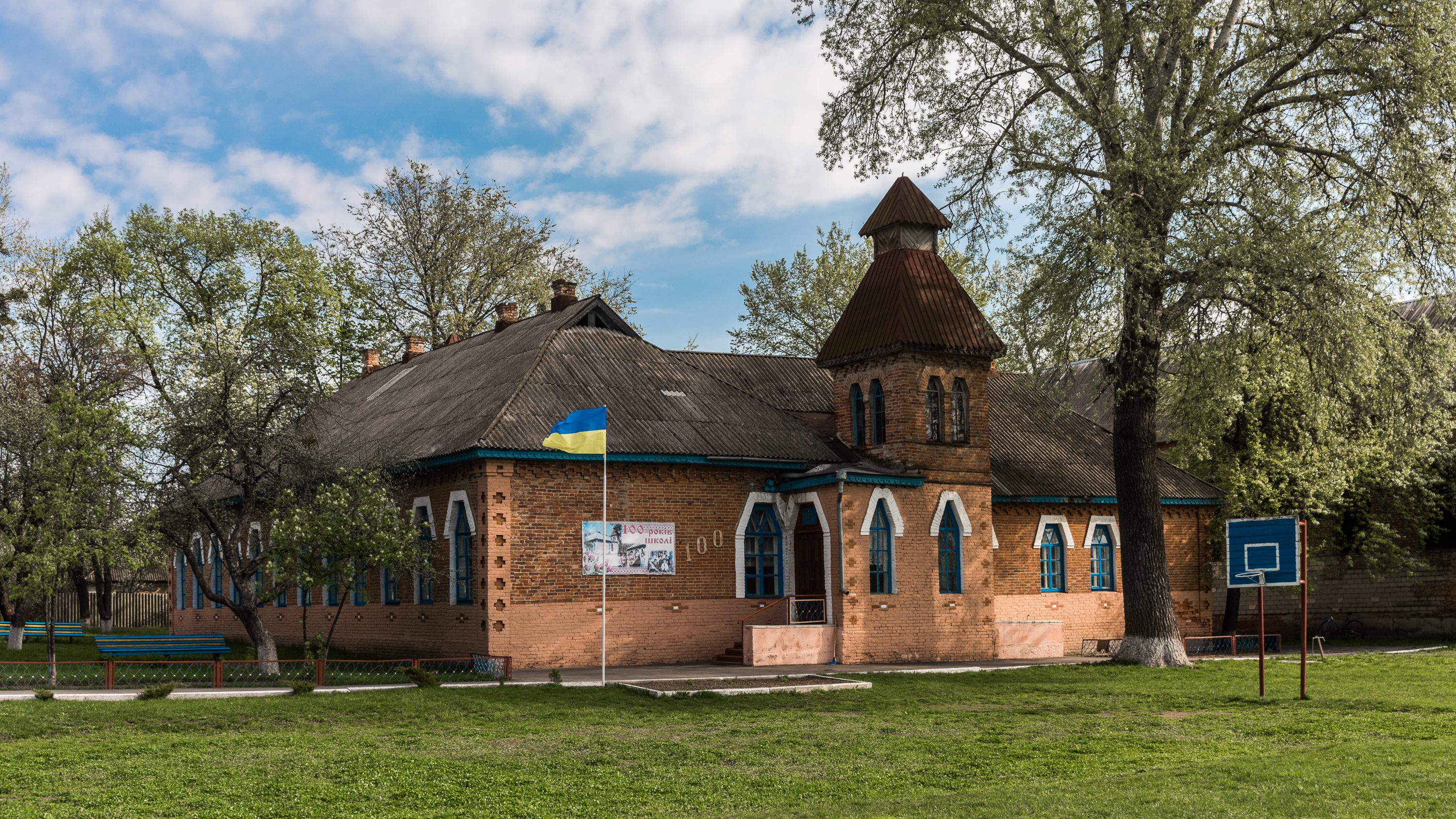
Gemeindeschule aus dem Jahr 1912, Architekt: Opanas Slastion

In dem erstmals 1669 schriftlich erwähnten Dorf befindet sich eine 1912 erbaute Gemeindeschule, die charakteristische Merkmal der ukrainischen architektonischen Moderne enthält. Das Schulgebäude besitzt dekorative große Gesimse und Ornamente, trapezförmige Fenster und Türen und hat einen Grundriss von 23,55 m × 31,50 m. Die Schule ist für 150 Schüler ausgelegt, die in drei Klassenräumen unterrichtet werden können.
Kurinka war vom 18. September 1941 bis 18. September 1943 von Truppen der Wehrmacht besetzt.
Im Jahr 1884 besaß das Dorf 451 Einwohner. 1990 waren es 437 Bewohner, 2001 lebten 342 Menschen im Dorf und 2009 waren es noch 188 Einwohner.
Am 12. Juni 2020 wurde das Dorf ein Teil der Stadtgemeinde Pyrjatyn, bis dahin bildete es zusammen mit den Dörfern Netratiwka (Нетратівка) und Skybynzi (Скибинці) die gleichnamige Landratsgemeinde Kurinka (Куріньківська сільська рада/Kurinska silska rada) im Westen des Rajons Tschornuchy.
Am 17. Juli 2020 kam es im Zuge einer großen Rajonsreform zum Anschluss des Rajonsgebietes an den Rajon Lubny.